# Vic Elford

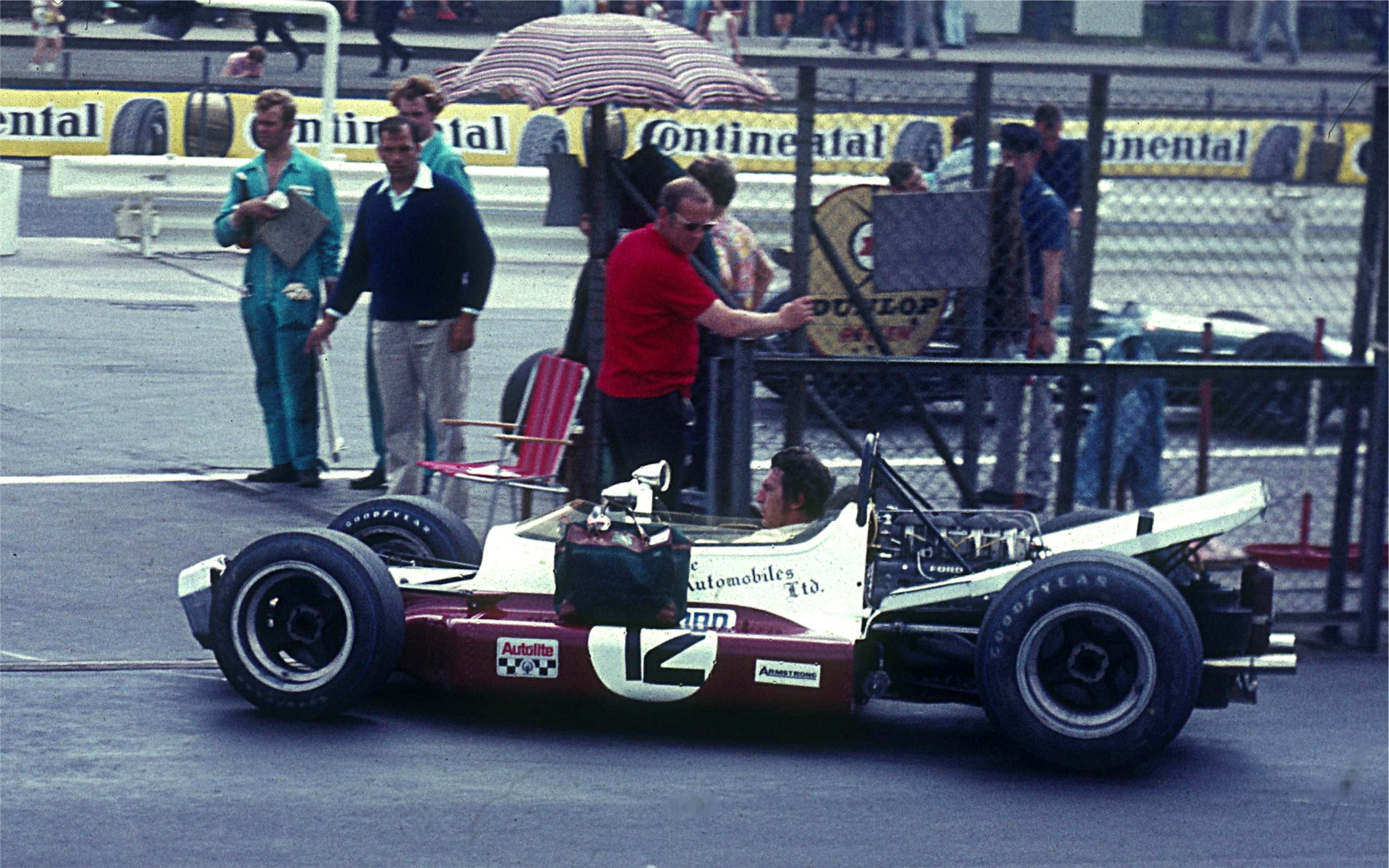
Elford dins del seu McLaren M7A al Gran Premi d'Alemanya de 1969.

Vic Elford   (Londres, 10 de juny de 1935 - Plantation, 13 de març de 2022) va ser un pilot de curses automobilístiques britànic que va arribar a disputar curses de Fórmula 1. En el món dels ral·ls va guanyar el Campionat europeu de ral·lis en categoria G3 del 1963.

## A la F1
Vic Elford va debutar a la sisena cursa de la temporada 1968 (la dinovena temporada de la història) del campionat del món de la Fórmula 1, disputant el 7 de juliol del 1968 el GP de França al circuit de Rouen-Les-Essarts.
Va participar en tretze curses puntuables pel campionat de la F1,, disputades en tres temporades no consecutives (1968-1969 i 1971), aconseguint una quarta posició com a millor classificació en una cursa i assolí un total de vuit punts pel campionat del món de pilots.

## Resultats a la Fórmula 1
| Any  | Equip                           | Xassís  | Motor    | 1   | 2   | 3     | 4      | 5     | 6     | 7       | 8       | 9       | 10    | 11      | 12    | Posició | Punts |
| ---- | ------------------------------- | ------- | -------- | --- | --- | ----- | ------ | ----- | ----- | ------- | ------- | ------- | ----- | ------- | ----- | ------- | ----- |
| 1968 | Cooper Car Company              | Cooper  | BRM      | SUD | ESP | MON   | HOL    | BEL   | FRA 4 | GBR Ret | ALE Ret | ITA Ret | CAN 5 | USA Ret | MEX 8 | 18è     | 5     |
| 1969 | Antique Automobiles Racing Team | Cooper  | Maserati | SUD | ESP | MON 7 |        |       |       |         |         |         |       |         |       | 14è     | 3     |
| 1969 | Antique Automobiles Racing Team | McLaren | Ford     |     |     |       | HOL 10 | FRA 5 | GBR 6 | ALE Ret | ITA     | CAN     | USA   | MEX     |       | 14è     | 3     |
| 1971 | Yardley Team BRM                | BRM     | BRM      | SUD | ESP | MON   | HOL    | FRA   | GBR   | ALE 11  | AUT     | ITA     | CAN   | USA     |       | -       | 0     |

### Resum
| Curses: | Victòries: | Pòdiums: | Poles: | Voltes ràpides: | Punts: |
| ------- | ---------- | -------- | ------ | --------------- | ------ |
| 13      | 0          | 0        | 0      | 0               | 8      |